# Киа Асамия
Киа Асамия (яп. 麻宮 騎亜 Асамия Киа, 28 января 1963) — японский мангака.
Киа Асамия родился в префектуре Иватэ. Хотя его настоящее имя Мититака Кикути (яп. 菊池 通隆 Кикути Мититака), он лишь иногда использует это имя, преимущественно когда участвует как консультант в создании анимации или же в создании персонажей для аниме-сериалов. Для большинства своих работ, включая мангу, Мититака Кикути предпочитает использовать свой гораздо более известный псевдоним Киа Асамия.
Один из самых издаваемых мангак, почти все работы Асамии были переведены на английский язык. Его самыми известными работами на данный момент являются серии Martian Successor Nadesico и Silent Möbius.
Киа Асамия основал собственную студию, Studio TRON. Через сайт компании он общается с поклонниками своих работ и ведёт дневник. На сайте можно увидеть множество качественных изображений с созданных им серий. Асамия предпочитает избегать фотографий, но вместо них рисует юморные карикатуры на себя, на которых обычно изображён человек в шапке, вместо лица у которого нарисован прямоугольник со английскими словами «Now Printing», что можно перевести как «в процессе печатания», или «не закончено». Такая юморная картинка стала известна многим как визитная карточка художника, и теперь Асамия постоянно включает их в свои работы вместо фотографии.

## Список работ
- Assembler 0X
- Batman: Child of Dreams
- COLOR-PRI
- Compiler
- Corrector YUI
- Dark Angel
- D-Divine
- Evil Kun
- JUNK
- Martian Successor Nadesico
- Silent Möbius
- Steam Detectives